# Lipperts
Lipperts ist ein Gemeindeteil der Gemeinde Leupoldsgrün im Landkreis Hof (Oberfranken, Bayern).
Das Dorf schließt sich Leupoldsgrün über die Hauptstraße im Norden unmittelbar an. Die Staatsstraße 2693 geht in Leupoldsgrün in die Hofer Straße über. Dort zweigt die Hauptstraße ab, die an Lipperts vorbeiführend, zur Kreisstraße HO 7 wird. Der Rothenbach bildete eine Grenze zu Hüttung. Auf einem Bergsporn im Waldgebiet befindet sich der Burgstall Am Rothen Berg. Ein Wüstungsbereich, der mit der Siedlungsgeschichte von Lipperts in Verbindung steht, ist heute durch die Bundesautobahn 9 zerschnitten, die Lage einiger Fluren weisen noch darauf hin.